# Selliguea majoensis
Selliguea majoensis är en stensöteväxtart som först beskrevs av Carl Frederik Albert Christensen, och fick sitt nu gällande namn av Fraser-jenk. Selliguea majoensis ingår i släktet Selliguea och familjen Polypodiaceae. Inga underarter finns listade.